# Maria Carla Bresciani
Maria Carla Bresciani (Riva del Garda, 16 luglio 1973) è un'ex astista italiana.
Fu nove volte campionessa italiana assoluta del salto con l'asta, di cui cinque all'aperto e sei al coperto. Il 26 luglio 2000 a Pergine Valsugana fece registrare il record italiano con 4,20 m, che rimase imbattuto fino al 21 luglio 2002, quando Francesca Dolcini saltò 4,30 m. Con la stessa misura ottenne anche il record italiano al coperto (4,20 m) il 19 febbraio 2000, battuto sempre da Francesca Dolcini nel 2002 con 4,30 m.

## Record nazionali
- Salto con l'asta: 4,20 m ( Pergine Valsugana, 26 luglio 2000)
- Salto con l'asta indoor: 4,20 m ( Valencia, 19 febbraio 2000)

## Progressione

### Salto con l'asta
| Stagione | Risultato | Luogo                   | Data      | Rank. Mond. |
| -------- | --------- | ----------------------- | --------- | ----------- |
| 2004     | 4,00 m    | Firenze                 | 11-7-2004 |             |
| 2003     | 4,00 m    | San Vito al Tagliamento | 30-8-2003 |             |
| 2002     | 4,10 m    | Trento                  | 30-7-2002 |             |
| 2001     | 4,15 m    | Catania                 | 8-7-2001  |             |
| 2000     | 4,20 m    | Pergine Valsugana       | 26-7-2000 |             |
| 1999     | 4,00 m    | Pescara                 | 4-7-1999  |             |

## Palmarès
| Anno | Manifestazione  | Sede      | Evento           | Risultato     | Prestazione | Note  |
| ---- | --------------- | --------- | ---------------- | ------------- | ----------- | ----- |
| 1996 | Europei indoor  | Stoccolma | Salto con l'asta | 15ª           | 3,60 m      |       |
| 1997 | Mondiali indoor | Parigi    | Salto con l'asta | nm            | nm          | [ 1 ] |
| 1998 | Europei indoor  | Valencia  | Salto con l'asta | elim. qualif. | nm          |       |
| 2000 | Europei indoor  | Gand      | Salto con l'asta | elim. qualif. | 4,00 m      |       |

## Campionati nazionali
- 5 volte campionessa italiana assoluta del salto con l'asta (1995, 1997, 1999, 2001, 2004)
- 4 volte campionessa italiana assoluta del salto con l'asta indoor (1995, 1996, 1997, 2003)

1995
- Oro ai campionati italiani assoluti di atletica leggera indoor, salto con l'asta - 3,40 m
- Oro ai campionati italiani assoluti di atletica leggera, salto con l'asta - 3,71 m

1996
- Oro ai campionati italiani assoluti di atletica leggera indoor, salto con l'asta - 3,50 m

1997
- Oro ai campionati italiani assoluti di atletica leggera indoor, salto con l'asta - 3,70 m
- Oro ai campionati italiani assoluti di atletica leggera, salto con l'asta - 4,00 m

1999
- Oro ai campionati italiani assoluti di atletica leggera, salto con l'asta - 4,00 m

2001
- Oro ai campionati italiani assoluti di atletica leggera, salto con l'asta - 4,15 m

2003
- Oro ai campionati italiani assoluti di atletica leggera indoor, salto con l'asta - 3,95 m

2004
- Oro ai campionati italiani assoluti di atletica leggera, salto con l'asta - 4,00 m